# Hohe Kreuzspitze
Die Hohe Kreuzspitze (italienisch Punta Altacroce) ist ein 2743 m hoher Berg im Südtiroler Anteil der Stubaier Alpen.

## Lage und Umgebung
Der vorwiegend aus Marmor bestehende Gipfelaufbau der Hohen Kreuzspitze erhebt sich im Süden der Stubaier Alpen im Bergkamm, der Passeier und das Ratschingstal voneinander trennt. Auf seinem Gipfel treffen die Gemeinden Moos, St. Leonhard und Ratschings aufeinander. Während die Hohe Kreuzspitze südseitig unvermittelt Richtung Passeier abbricht und daher die Ansicht des Tals von der Meraner Gegend her dominiert, entsendet sie Richtung Norden, Westen und Osten jeweils Gipfel tragende Grate. Gegen Osten sinkt der Kamm rasch zur Kleinen Kreuzspitze (2518 m) und streicht weiter über diverse Erhebungen mit nur noch geringen Höhenunterschieden zum Jaufen (2094 m) hin. Westlich ragt ein kurzer Bergstock, der die Hochwart (2608 m) trägt, ins innerste Passeiertal hinein. Der nächstgelegene Gipfel des nordwärts Richtung Alpenhauptkamm führenden Grats ist die Zermaidspitze (2798 m).

## Anstiege
Die aufgrund ihrer dominanten Lage zwischen Passeier und dem Ratschingstal als besonders aussichtsreich bekannte Hohe Kreuzspitze ist durch drei markierte Wanderwege erschlossen. Anstiege zum Gipfelkreuz sind von Nordosten aus dem Ratschingstal möglich, vom südwestlich gelegenen Stuls aus, sowie über den ausgesetzten Ostgrat. Im Winter ist der Berg auch Ziel von Skitourengehern.